# کوین رولان
کوین رولان (فرانسوی: Kevin Rolland‎؛ زادهٔ ۱۰ اوت ۱۹۸۹) ورزشکار اسکی نمایشی اهل فرانسه است.
وی در مسابقات کشوری و بین‌المللی در مجموع برندهٔ ۶ مدال طلا، ۴ مدال نقره، ۳ مدال برنز شده‌است.